# Serie A2 2017-2018 (pallavolo maschile)
La Serie A2 2017-2018 si è svolta dal 24 settembre 2017 all'8 maggio 2018: al torneo hanno partecipato ventitré squadre di club italiane.

## Regolamento

### Formula
La formula, sviluppata nell'ipotesi originaria di campionato a ventiquattro formazioni, è stata mantenuta anche in seguito alla defezione della Saronno e la conseguente riduzione a ventitré del numero di partecipanti, con l'inserimento di un turno di riposo invece della ventiquattresima formazione: le squadre, suddivise in due gironi (il girone bianco da undici e il girone blu da dodici) col criterio della serpentina sulla base dei risultati acquisiti nella regular season 2016-2017, hanno disputato un girone all'italiana, con gare di andata e ritorno, per un totale di ventidue giornate. Al termine della regular season:
- Le prime quattro classificate di ogni girone hanno acceduto alla Pool A.
- Le formazioni classificate dal quinto all'ottavo posto di ogni girone hanno acceduto alla Pool B.
- Le ultime quattro classificate del girone blu e le ultime tre del girone bianco hanno acceduto alla Pool C.

Tutte e tre le pool sono strutturate in gironi all'italiana, con gare di andata e ritorno, dove le squadre hanno mantenuto sia i risultati sia i punti in classifica ottenuti dagli incontri già disputati nella prima fase con le squadre della stessa pool incontrate nella regular season (le sfide non vengono ripetute nella pool). Al termine della seconda fase:
- Le prime sei classificate della Pool A hanno acceduto direttamente ai quarti di finale dei play-off promozione, giocati al meglio di due vittorie su tre gare, semifinali e finale, entrambe giocate al meglio di tre vittorie su cinque gare: la vincitrice è promossa in Serie A1.
- Le prime ultime due classificate della Pool A e le prime due classificate della Pool B hanno disputato un turno preliminare di qualificazione ai play-off promozione, con abbinamenti in funzione del posizionamento in classifica al termine di ciascuna pool, giocato con gare di andata e ritorno ed eventuale golden set in caso di una vittoria a testa e parità di punti dopo le due partite (coi punteggi di 3-0 e 3-1 sono stati assegnati 3 punti alla squadra vincente e 0 a quella perdente, col punteggio di 3-2 sono stati assegnati 2 punti alla squadra vincente e 1 a quella perdente).
- Le formazioni classificate dal terzo al sesto posto della Pool B hanno terminato la stagione.
- Le prime ultime due classificate della Pool B e le prime due classificate della Pool C hanno disputato un turno di spareggio con regole analoghe a quelle per lo spareggio di qualificazione ai play-off: le vincenti hanno terminato la stagione, mentre le perdenti hanno acceduto ai play-out.
- Le formazioni classificate dal terzo al sesto posto della Pool C hanno acceduto direttamente ai play-out, strutturati in tre finali giocate al meglio di tre vittorie su cinque gare: le tre perdenti sono retrocesse in Serie B.
- L'ultima classificata della Pool C è retrocessa in Serie B.

### Criteri di classifica
Se il risultato finale è stato di 3-0 o 3-1 sono stati assegnati 3 punti alla squadra vincente e 0 a quella sconfitta, se il risultato finale è stato di 3-2 sono stati assegnati 2 punti alla squadra vincente e 1 a quella sconfitta.
L'ordine del posizionamento in classifica è stato definito in base a:
- Punti;
- Numero di partite vinte;
- Ratio dei set vinti/persi;
- Ratio dei punti realizzati/subiti.

## Squadre partecipanti
Le squadre neopromosse dalla Serie B sono state la Canottieri Ongina, il Massa, il Modena Est, il New Real Gioia, il Saronno e il Volley Catania, vincitrici dei play-off promozione.
Delle squadre aventi il diritto di partecipazione:
- La Canottieri Ongina e il Modena Est hanno ceduto il titolo sportivo all'AVS e alla Pag Taviano, le quali sono state ammesse in Serie A2.
- Il Saronno ha rinunciato all'iscrizione.

Per integrare l'organico delle squadre sono state ripescate l'Alessano, l'Atlantide Brescia e il Materdomini.
Per volere della FIPAV il Club Italia è stato ammesso in Serie A2.

### Girone bianco
| Club              | Stagione | Città                 | Impianto                | Stagione precedente                                                    |
| ----------------- | -------- | --------------------- | ----------------------- | ---------------------------------------------------------------------- |
| Alessano          | dettagli | Alessano              | Palazzetto dello Sport  | 5ª in Serie A2 (pool salvezza); finale play-out                        |
| Aversa            | dettagli | Aversa                | PalaJacazzi             | 10ª in Serie A2 (pool promozione)                                      |
| Civita Castellana | dettagli | Civita Castellana     | Palazzetto dello Sport  | 5ª in Serie A2 (pool promozione); quarti di finale play-off promozione |
| Emma Villas       | dettagli | Siena                 | PalaMensSana            | 2ª in Serie A2 (pool promozione); semifinali play-off promozione       |
| Lupi Santa Croce  | dettagli | Santa Croce sull'Arno | PalaParenti             | 9ª in Serie A2 (pool promozione)                                       |
| M&G               | dettagli | Grottazzolina         | Palasport Grottazzolina | 4ª in Serie A2 (pool salvezza); vincitrice play-out                    |
| Massa             | dettagli | Massa                 | PalaMariotti            | 1ª in Serie B (girone E); vincitrice play-off promozione               |
| Materdomini       | dettagli | Castellana Grotte     | PalaGrotte              | 7ª in Serie A2 (pool salvezza); finale play-out                        |
| Potentino         | dettagli | Potenza Picena        | PalaCivitanova          | 6ª in Serie A2 (pool salvezza); finale play-out                        |
| Tricolore         | dettagli | Reggio nell'Emilia    | PalaBigi                | 6ª in Serie A2 (pool promozione); quarti di finale play-off promozione |
| Volley Catania    | dettagli | Catania               | PalaCatania             | 1ª in Serie B (girone I); vincitrice play-off promozione               |

### Girone blu
| Club                | Stagione | Città           | Impianto                        | Stagione precedente                                                    |
| ------------------- | -------- | --------------- | ------------------------------- | ---------------------------------------------------------------------- |
| Atlantide Brescia   | dettagli | Brescia         | PalaSanFilippo                  | 3ª in Serie A2 (pool salvezza); finale play-out                        |
| AVS                 | dettagli | Bolzano         | PalaResia                       | 2ª in Serie B (girone C); semifinali play-off promozione               |
| Club Italia         | dettagli | Roma            | Palazzetto Aeronautica Militare | 10ª in Serie A2 (pool salvezza)                                        |
| Impavida Ortona     | dettagli | Ortona          | Palasport Comunale              | 2ª in Serie A2 (pool salvezza)                                         |
| Libertas Brianza    | dettagli | Cantù           | PalaParini                      | 8ª in Serie A2 (pool salvezza); vincitrice play-out                    |
| Marconi             | dettagli | Spoleto         | PalaRota                        | 3ª in Serie A2 (pool promozione); finale play-off promozione           |
| Mondovì             | dettagli | Mondovì         | PalaManera                      | 7ª in Serie A2 (pool promozione); quarti di finale play-off promozione |
| New Real Gioia      | dettagli | Gioia del Colle | Palasport                       | 1ª in Serie B (girone H); vincitrice play-off promozione               |
| Olimpia Bergamo     | dettagli | Bergamo         | Palazzetto dello sport          | 4ª in Serie A2 (pool promozione); semifinali play-off promozione       |
| Pag Taviano         | dettagli | Taviano         | PalaIngrosso                    | 2ª in Serie B (girone H); finale play-off promozione                   |
| Rinascita Lagonegro | dettagli | Lagonegro       | PalaAlberti                     | 1ª in Serie A2 (pool salvezza)                                         |
| Tuscania            | dettagli | Tuscania        | PalaMalè                        | 8ª in Serie A2 (pool promozione); quarti di finale play-off promozione |

## Torneo

### Regular season

#### Girone bianco

##### Risultati
| Prima giornata |                              |             |                                   |
|                |                              |             |                                   |
| Riposa:        | Emma Villas                  | Emma Villas | Emma Villas                       |
| 24-09          | Civita Castellana - Alessano | 3-2         | 25-20, 25-27, 20-25, 25-18, 15-12 |
| 24-09          | Tricolore - Aversa           | 2-3         | 25-17, 16-25, 25-18, 22-25, 11-15 |
| 24-09          | Lupi Santa Croce - M&G       | 3-1         | 29-27, 21-25, 25-17, 25-17        |
| 24-09          | Volley Catania - Massa       | 3-1         | 25-18, 25-23, 24-26, 25-21        |
| 24-09          | Materdomini - Potentino      | 1-3         | 22-25, 22-25, 25-23, 24-26        |

| Seconda giornata |                              |                   |                                   |
|                  |                              |                   |                                   |
| Riposa:          | Civita Castellana            | Civita Castellana | Civita Castellana                 |
| 01-10            | Aversa - Materdomini         | 3-1               | 22-25, 25-23, 25-18, 25-15        |
| 01-10            | M&G - Tricolore              | 3-0               | 26-24, 25-11, 25-21               |
| 01-10            | Potentino - Lupi Santa Croce | 3-2               | 25-23, 22-25, 25-22, 23-25, 15-13 |
| 01-10            | Massa - Emma Villas          | 2-3               | 15-25, 25-22, 23-25, 25-23, 11-15 |
| 01-10            | Alessano - Volley Catania    | 3-1               | 34-32, 19-25, 25-17, 25-21        |

| Terza giornata |                                 |           |                                   |
|                |                                 |           |                                   |
| Riposa:        | Potentino                       | Potentino | Potentino                         |
| 07-10          | Emma Villas - Alessano          | 3-0       | 29-27, 25-23, 25-17               |
| 07-10          | Tricolore - Lupi Santa Croce    | 3-1       | 25-22, 25-23, 22-25, 25-21        |
| 08-10          | Massa - Aversa                  | 3-2       | 25-23, 22-25, 25-17, 13-25, 15-13 |
| 08-10          | Volley Catania - M&G            | 3-1       | 16-25, 25-21, 25-16, 26-24        |
| 08-10          | Materdomini - Civita Castellana | 0-3       | 20-25, 13-25, 23-25               |

| Quarta giornata |                                   |     |                                   |
|                 |                                   |     |                                   |
| Riposa:         | M&G                               | M&G | M&G                               |
| 11-10           | Emma Villas - Potentino           | 3-1 | 25-20, 25-16, 27-29, 25-19        |
| 11-10           | Civita Castellana - Aversa        | 3-0 | 25-21, 25-17, 25-17               |
| 11-10           | Tricolore - Materdomini           | 3-0 | 26-24, 25-15, 25-23               |
| 11-10           | Lupi Santa Croce - Volley Catania | 2-3 | 25-23, 22-25, 17-25, 25-18, 15-17 |
| 11-10           | Alessano - Massa                  | 3-2 | 25-14, 23-25, 25-20, 22-25, 15-10 |

| Quinta giornata |                                      |       |                                   |
|                 |                                      |       |                                   |
| Riposa:         | Massa                                | Massa | Massa                             |
| 14-10           | Lupi Santa Croce - Civita Castellana | 2-3   | 25-20, 25-21, 21-25, 16-25, 12-15 |
| 15-10           | Aversa - Alessano                    | 3-2   | 18-25, 18-25, 25-21, 25-21, 15-12 |
| 15-10           | M&G - Emma Villas                    | 3-1   | 21-25, 25-23, 26-24, 25-20        |
| 15-10           | Potentino - Tricolore                | 3-0   | 25-21, 25-19, 25-19               |
| 15-10           | Materdomini - Volley Catania         | 3-0   | 25-21, 25-13, 25-21               |

| Sesta giornata |                                |             |                                   |
|                |                                |             |                                   |
| Riposa:        | Materdomini                    | Materdomini | Materdomini                       |
| 22-10          | Emma Villas - Lupi Santa Croce | 3-2         | 20-25, 20-25, 25-21, 26-24, 15-12 |
| 21-10          | Civita Castellana - Potentino  | 3-0         | 25-15, 25-22, 25-17               |
| 22-10          | Massa - Tricolore              | 3-1         | 26-24, 23-25, 25-22, 25-21        |
| 22-10          | Volley Catania - Aversa        | 0-3         | 23-25, 24-26, 26-28               |
| 21-10          | Alessano - M&G                 | 1-3         | 19-25, 25-27, 25-21, 21-25        |

| Settima giornata |                                |          |                                   |
|                  |                                |          |                                   |
| Riposa:          | Alessano                       | Alessano | Alessano                          |
| 29-10            | Tricolore - Civita Castellana  | 3-2      | 20-25, 25-16, 25-21, 17-25, 15-11 |
| 29-10            | Lupi Santa Croce - Materdomini | 3-1      | 22-25, 25-19, 25-10, 25-19        |
| 29-10            | Aversa - Emma Villas           | 3-1      | 21-25, 25-23, 25-18, 26-24        |
| 28-10            | M&G - Massa                    | 3-0      | 25-22, 25-19, 27-25               |
| 28-10            | Potentino - Volley Catania     | 3-2      | 21-25, 25-20, 25-22, 20-25, 15-6  |

| Ottava giornata |                                    |        |                            |
|                 |                                    |        |                            |
| Riposa:         | Aversa                             | Aversa | Aversa                     |
| 01-11           | Emma Villas - Materdomini          | 3-0    | 25-21, 25-20, 25-14        |
| 01-11           | M&G - Potentino                    | 3-1    | 22-25, 25-21, 25-19, 28-26 |
| 01-11           | Massa - Lupi Santa Croce           | 0-3    | 22-25, 18-25, 23-25        |
| 01-11           | Volley Catania - Civita Castellana | 1-3    | 19-25, 21-25, 29-27, 18-25 |
| 01-11           | Alessano - Tricolore               | 3-0    | 27-25, 25-23, 25-23        |

| Nona giornata |                                 |                  |                                   |
|               |                                 |                  |                                   |
| Riposa:       | Lupi Santa Croce                | Lupi Santa Croce | Lupi Santa Croce                  |
| 05-11         | Civita Castellana - Emma Villas | 3-2              | 25-15, 22-25, 21-25, 26-24, 21-19 |
| 05-11         | Tricolore - Volley Catania      | 3-0              | 25-21, 25-23, 25-20               |
| 05-11         | Aversa - M&G                    | 1-3              | 19-25, 20-25, 25-20, 19-25        |
| 04-11         | Potentino - Massa               | 3-1              | 25-12, 25-17, 22-25, 25-16        |
| 04-11         | Materdomini - Alessano          | 3-1              | 25-27, 25-22, 25-19, 25-16        |

| Decima giornata |                           |                |                            |
|                 |                           |                |                            |
| Riposa:         | Volley Catania            | Volley Catania | Volley Catania             |
| 12-11           | Emma Villas - Tricolore   | 3-0            | 25-21, 26-24, 25-21        |
| 12-11           | Aversa - Lupi Santa Croce | 0-3            | 24-26, 23-25, 14-25        |
| 12-11           | M&G - Materdomini         | 3-0            | 25-15, 25-19, 25-19        |
| 11-11           | Massa - Civita Castellana | 1-3            | 25-20, 18-25, 18-25, 23-25 |
| 12-11           | Alessano - Potentino      | 3-1            | 25-14, 25-21, 20-25, 25-22 |

| Undicesima giornata |                              |           |                            |
|                     |                              |           |                            |
| Riposa:             | Tricolore                    | Tricolore | Tricolore                  |
| 18-11               | Civita Castellana - M&G      | 3-1       | 25-20, 25-22, 22-25, 25-15 |
| 18-11               | Lupi Santa Croce - Alessano  | 3-1       | 28-26, 23-25, 25-19, 25-21 |
| 18-11               | Potentino - Aversa           | 3-0       | 30-28, 25-23, 25-20        |
| 18-11               | Volley Catania - Emma Villas | 3-1       | 19-25, 25-21, 25-23, 25-20 |
| 18-11               | Materdomini - Massa          | 3-1       | 23-25, 26-24, 25-17, 25-23 |

| Dodicesima giornata |                              |             |                                   |
|                     |                              |             |                                   |
| Riposa:             | Emma Villas                  | Emma Villas | Emma Villas                       |
| 26-11               | Alessano - Civita Castellana | 3-1         | 25-22, 17-25, 25-23, 32-30        |
| 25-11               | Aversa - Tricolore           | 3-0         | 27-25, 25-17, 25-21               |
| 26-11               | M&G - Lupi Santa Croce       | 2-3         | 25-21, 23-25, 25-14, 18-25, 13-15 |
| 26-11               | Massa - Volley Catania       | 2-3         | 25-27, 25-16, 21-25, 25-18, 7-15  |
| 25-11               | Potentino - Materdomini      | 3-0         | 25-20, 25-19, 25-21               |

| Tredicesima giornata |                              |                   |                                   |
|                      |                              |                   |                                   |
| Riposa:              | Civita Castellana            | Civita Castellana | Civita Castellana                 |
| 03-12                | Materdomini - Aversa         | 2-3               | 23-25, 32-30, 25-15, 18-25, 11-15 |
| 02-12                | Tricolore - M&G              | 0-3               | 23-25, 20-25, 25-27               |
| 03-12                | Lupi Santa Croce - Potentino | 3-1               | 25-21, 25-20, 22-25, 25-10        |
| 02-12                | Emma Villas - Massa          | 3-0               | 25-20, 25-22, 25-19               |
| 02-12                | Volley Catania - Alessano    | 3-1               | 25-23, 27-25, 23-25, 25-21        |

| Quattordicesima giornata |                                 |           |                                   |
|                          |                                 |           |                                   |
| Riposa:                  | Potentino                       | Potentino | Potentino                         |
| 10-12                    | Alessano - Emma Villas          | 3-2       | 19-25, 25-16, 27-25, 17-25, 15-13 |
| 10-12                    | Lupi Santa Croce - Tricolore    | 3-0       | 25-21, 25-22, 25-19               |
| 10-12                    | Aversa - Massa                  | 3-0       | 25-22, 25-17, 25-19               |
| 10-12                    | M&G - Volley Catania            | 3-1       | 22-25, 25-22, 25-22, 31-29        |
| 09-12                    | Civita Castellana - Materdomini | 3-1       | 25-19, 23-25, 25-19, 25-12        |

| Quindicesima giornata |                                   |     |                                   |
|                       |                                   |     |                                   |
| Riposa:               | M&G                               | M&G | M&G                               |
| 13-12                 | Potentino - Emma Villas           | 0-3 | 17-25, 15-25, 19-25               |
| 13-12                 | Aversa - Civita Castellana        | 2-3 | 26-24, 25-13, 22-25, 21-25, 13-15 |
| 13-12                 | Materdomini - Tricolore           | 0-3 | 17-25, 20-25, 26-28               |
| 06-12                 | Volley Catania - Lupi Santa Croce | 1-3 | 15-25, 25-18, 20-25, 19-25        |
| 13-12                 | Massa - Alessano                  | 1-3 | 19-25, 24-26, 25-23, 21-25        |

| Sedicesima giornata |                                      |       |                                   |
|                     |                                      |       |                                   |
| Riposa:             | Massa                                | Massa | Massa                             |
| 17-12               | Civita Castellana - Lupi Santa Croce | 2-3   | 22-25, 25-20, 25-20, 22-25, 13-15 |
| 16-12               | Alessano - Aversa                    | 1-3   | 22-25, 25-21, 20-25, 16-25        |
| 17-12               | Emma Villas - M&G                    | 3-0   | 25-21, 25-21, 25-19               |
| 17-12               | Tricolore - Potentino                | 3-1   | 25-22, 25-22, 19-25, 25-21        |
| 17-12               | Volley Catania - Materdomini         | 2-3   | 25-27, 25-22, 25-23, 23-25, 13-15 |

| Diciassettesima giornata |                                |             |                                  |
|                          |                                |             |                                  |
| Riposa:                  | Materdomini                    | Materdomini | Materdomini                      |
| 26-12                    | Lupi Santa Croce - Emma Villas | 3-1         | 29-27, 25-27, 25-20, 25-19       |
| 26-12                    | Potentino - Civita Castellana  | 2-3         | 21-25, 23-25, 25-20, 25-22, 8-15 |
| 26-12                    | Tricolore - Massa              | 3-0         | 25-18, 25-23, 25-18              |
| 26-12                    | Aversa - Volley Catania        | 3-0         | 25-22, 25-19, 25-13              |
| 26-12                    | M&G - Alessano                 | 0-3         | 12-25, 17-25, 32-34              |

| Diciottesima giornata |                                |          |                                   |
|                       |                                |          |                                   |
| Riposa:               | Alessano                       | Alessano | Alessano                          |
| 30-12                 | Civita Castellana - Tricolore  | 3-1      | 25-12, 23-25, 25-17, 25-21        |
| 30-12                 | Materdomini - Lupi Santa Croce | 3-2      | 18-25, 27-29, 25-21, 25-19, 15-11 |
| 30-12                 | Emma Villas - Aversa           | 3-0      | 25-17, 25-15, 25-17               |
| 30-12                 | Massa - M&G                    | 2-3      | 30-28, 19-25, 25-18, 23-25, 12-15 |
| 30-12                 | Volley Catania - Potentino     | 3-1      | 25-23, 25-22, 18-25, 25-19        |

| Diciannovesima giornata |                                    |        |                                   |
|                         |                                    |        |                                   |
| Riposa:                 | Aversa                             | Aversa | Aversa                            |
| 03-01                   | Materdomini - Emma Villas          | 0-3    | 23-25, 18-25, 19-25               |
| 03-01                   | Potentino - M&G                    | 3-0    | 25-18, 25-15, 25-19               |
| 03-01                   | Lupi Santa Croce - Massa           | 3-0    | 26-24, 25-23, 25-13               |
| 03-01                   | Civita Castellana - Volley Catania | 3-0    | 25-14, 25-21, 25-22               |
| 03-01                   | Tricolore - Alessano               | 3-2    | 22-25, 25-21, 16-25, 25-21, 15-11 |

| Ventesima giornata |                                 |                  |                                   |
|                    |                                 |                  |                                   |
| Riposa:            | Lupi Santa Croce                | Lupi Santa Croce | Lupi Santa Croce                  |
| 07-01              | Emma Villas - Civita Castellana | 2-3              | 23-25, 22-25, 25-16, 26-24, 10-15 |
| 07-01              | Volley Catania - Tricolore      | 3-2              | 25-27, 25-19, 17-25, 25-21, 16-14 |
| 06-01              | M&G - Aversa                    | 3-2              | 25-17, 25-17, 22-25, 12-25, 15-11 |
| 07-01              | Massa - Potentino               | 2-3              | 25-22, 20-25, 23-25, 25-21, 13-15 |
| 07-01              | Alessano - Materdomini          | 3-0              | 25-23, 25-22, 25-16               |

| Ventunesima giornata |                           |                |                                  |
|                      |                           |                |                                  |
| Riposa:              | Volley Catania            | Volley Catania | Volley Catania                   |
| 13-01                | Tricolore - Emma Villas   | 0-3            | 22-25, 17-25, 22-25              |
| 14-01                | Lupi Santa Croce - Aversa | 3-0            | 25-23, 25-13, 25-20              |
| 14-01                | Materdomini - M&G         | 2-3            | 25-15, 26-24, 24-26, 21-25, 6-15 |
| 14-01                | Civita Castellana - Massa | 3-0            | 25-19, 25-21, 25-19              |
| 14-01                | Potentino - Alessano      | 0-3            | 24-26, 14-25, 20-25              |

| Ventiduesima giornata |                              |           |                                  |
|                       |                              |           |                                  |
| Riposa:               | Tricolore                    | Tricolore | Tricolore                        |
| 21-01                 | M&G - Civita Castellana      | 0-3       | 21-25, 21-25, 19-25              |
| 21-01                 | Alessano - Lupi Santa Croce  | 3-1       | 25-20, 25-21, 20-25, 25-23       |
| 21-01                 | Aversa - Potentino           | 3-1       | 20-25, 25-19, 25-18, 25-22       |
| 21-01                 | Emma Villas - Volley Catania | 3-0       | 25-21, 25-13, 25-23              |
| 21-01                 | Massa - Materdomini          | 3-2       | 25-23, 19-25, 28-26, 17-25, 15-9 |

##### Classifica
| Pos. | Squadra           | Pt | G  | V  | P  | SV | SP | Ratio | PF    | PS    | Ratio |
| ---- | ----------------- | -- | -- | -- | -- | -- | -- | ----- | ----- | ----- | ----- |
| 1.   | Civita Castellana | 47 | 20 | 17 | 3  | 56 | 26 | 2,154 | 1 890 | 1 675 | 1,128 |
| 2.   | Lupi Santa Croce  | 42 | 20 | 13 | 7  | 51 | 31 | 1,645 | 1 877 | 1 743 | 1,077 |
| 3.   | Emma Villas       | 40 | 20 | 13 | 7  | 49 | 26 | 1,885 | 1 755 | 1 593 | 1,102 |
| 4.   | M&G               | 34 | 20 | 12 | 8  | 41 | 35 | 1,171 | 1 706 | 1 701 | 1,003 |
| 5.   | Alessano          | 34 | 20 | 11 | 9  | 44 | 36 | 1,222 | 1 834 | 1 792 | 1,023 |
| 6.   | Aversa            | 33 | 20 | 11 | 9  | 40 | 37 | 1,081 | 1 682 | 1 675 | 1,004 |
| 7.   | Potentino         | 25 | 20 | 9  | 11 | 36 | 41 | 0,878 | 1 686 | 1 726 | 0,977 |
| 8.   | Tricolore         | 24 | 20 | 8  | 12 | 30 | 42 | 0,714 | 1 578 | 1 643 | 0,960 |
| 9.   | Volley Catania    | 23 | 20 | 8  | 12 | 32 | 47 | 0,681 | 1 723 | 1 832 | 0,941 |
| 10.  | Materdomini       | 16 | 20 | 5  | 15 | 25 | 51 | 0,490 | 1 607 | 1 758 | 0,914 |
| 11.  | Massa             | 12 | 20 | 3  | 17 | 24 | 56 | 0,429 | 1 660 | 1 860 | 0,892 |

      Qualificata alla pool A.
      Qualificata alla pool B.
      Qualificata alla pool C.

#### Girone blu

##### Risultati
| Prima giornata |                                       |     |                                  |
|                |                                       |     |                                  |
| 24-09          | Marconi - Impavida Ortona             | 3-0 | 25-15, 25-22, 26-24              |
| 24-09          | Olimpia Bergamo - Rinascita Lagonegro | 3-2 | 25-16, 17-25, 20-25, 25-17, 15-9 |
| 24-09          | Libertas Brianza - New Real Gioia     | 1-3 | 27-25, 24-26, 18-25, 16-25       |
| 24-09          | Atlantide Brescia - Club Italia       | 3-0 | 25-21, 25-23, 25-19              |
| 25-10          | Pag Taviano - Mondovì                 | 2-3 | 21-25, 25-13, 25-23, 22-25, 6-15 |
| 26-09          | AVS - Tuscania                        | 1-3 | 18-25, 25-16, 23-25, 17-25       |

| Seconda giornata |                                    |     |                            |
|                  |                                    |     |                            |
| 01-10            | Mondovì - Atlantide Brescia        | 3-1 | 22-25, 25-22, 37-35, 25-16 |
| 01-10            | Tuscania - Pag Taviano             | 3-1 | 24-26, 25-20, 25-18, 25-16 |
| 01-10            | Impavida Ortona - Libertas Brianza | 3-1 | 23-25, 25-21, 25-22, 25-22 |
| 01-10            | Rinascita Lagonegro - Marconi      | 0-3 | 23-25, 15-25, 23-25        |
| 01-10            | New Real Gioia - AVS               | 3-1 | 23-25, 25-19, 25-17, 25-18 |
| 01-10            | Club Italia - Olimpia Bergamo      | 0-3 | 21-25, 19-25, 17-25        |

| Terza giornata |                                |     |                                   |
|                |                                |     |                                   |
| 08-10          | Marconi - New Real Gioia       | 3-2 | 18-25, 25-15, 26-24, 23-25, 15-13 |
| 08-10          | Olimpia Bergamo - Tuscania     | 3-1 | 20-25, 25-19, 25-21, 26-24        |
| 08-10          | Mondovì - Rinascita Lagonegro  | 3-2 | 25-19, 26-24, 26-28, 22-25, 15-8  |
| 08-10          | Libertas Brianza - Club Italia | 3-1 | 21-25, 25-14, 25-21, 25-20        |
| 08-10          | Pag Taviano - Impavida Ortona  | 2-3 | 23-25, 25-14, 25-13, 17-25, 11-15 |
| 08-10          | AVS - Atlantide Brescia        | 0-3 | 22-25, 23-25, 21-25               |

| Quarta giornata |                                   |     |                                   |
|                 |                                   |     |                                   |
| 11-10           | Tuscania - Libertas Brianza       | 3-0 | 28-26, 25-19, 25-18               |
| 11-10           | Impavida Ortona - Mondovì         | 3-1 | 18-25, 25-19, 25-20, 25-23        |
| 11-10           | Rinascita Lagonegro - Pag Taviano | 1-3 | 18-25, 25-18, 18-25, 23-25        |
| 11-10           | New Real Gioia - Olimpia Bergamo  | 2-3 | 22-25, 18-25, 25-19, 25-23, 11-15 |
| 11-10           | Club Italia - AVS                 | 3-2 | 16-25, 25-18, 25-15, 20-25, 15-13 |
| 11-10           | Atlantide Brescia - Marconi       | 0-3 | 21-25, 23-25, 11-25               |

| Quinta giornata |                                       |     |                            |
|                 |                                       |     |                            |
| 15-10           | Marconi - Tuscania                    | 1-3 | 27-25, 15-25, 20-25, 21-25 |
| 15-10           | Mondovì - New Real Gioia              | 1-3 | 22-25, 19-25, 25-15, 18-25 |
| 14-10           | Rinascita Lagonegro - Impavida Ortona | 1-3 | 22-25, 25-17, 23-25, 20-25 |
| 14-10           | Libertas Brianza - Atlantide Brescia  | 1-3 | 25-23, 22-25, 16-25, 13-25 |
| 14-10           | Pag Taviano - Club Italia             | 3-0 | 25-17, 25-21, 25-17        |
| 14-10           | AVS - Olimpia Bergamo                 | 1-3 | 30-32, 20-25, 25-20, 18-25 |

| Sesta giornata |                                  |     |                                   |
|                |                                  |     |                                   |
| 21-10          | Olimpia Bergamo - Mondovì        | 3-1 | 25-23, 25-20, 32-34, 25-15        |
| 22-10          | Tuscania - Rinascita Lagonegro   | 3-0 | 25-22, 25-20, 25-21               |
| 22-10          | Impavida Ortona - New Real Gioia | 2-3 | 22-25, 26-24, 19-25, 25-18, 8-15  |
| 22-10          | Libertas Brianza - AVS           | 3-2 | 25-23, 25-19, 19-25, 20-25, 15-10 |
| 21-10          | Club Italia - Marconi            | 0-3 | 18-25, 20-25, 18-25               |
| 21-10          | Atlantide Brescia - Pag Taviano  | 3-0 | 25-19, 25-22, 25-23               |

| Settima giornata |                                    |     |                            |
|                  |                                    |     |                            |
| 29-10            | Marconi - Olimpia Bergamo          | 3-0 | 25-20, 25-19, 25-20        |
| 29-10            | Mondovì - AVS                      | 0-3 | 20-25, 26-28, 22-25        |
| 28-10            | Impavida Ortona - Tuscania         | 1-3 | 22-25, 25-22, 25-27, 22-25 |
| 29-10            | Rinascita Lagonegro - Club Italia  | 3-1 | 25-21, 25-20, 24-26, 25-20 |
| 29-10            | New Real Gioia - Atlantide Brescia | 1-3 | 20-25, 17-25, 25-23, 23-25 |
| 29-10            | Pag Taviano - Libertas Brianza     | 1-3 | 25-22, 28-30, 24-26, 21-25 |

| Ottava giornata |                                   |     |                                   |
|                 |                                   |     |                                   |
| 01-11           | Olimpia Bergamo - Impavida Ortona | 3-2 | 23-25, 28-26, 25-19, 26-28, 15-9  |
| 01-11           | Libertas Brianza - Marconi        | 3-1 | 25-21, 25-15, 20-25, 27-25        |
| 01-11           | New Real Gioia - Pag Taviano      | 3-1 | 25-22, 21-25, 27-25, 25-12        |
| 01-11           | Club Italia - Mondovì             | 2-3 | 25-22, 14-25, 25-19, 13-25, 17-19 |
| 01-11           | Atlantide Brescia - Tuscania      | 1-3 | 22-25, 25-21, 16-25, 14-25        |
| 01-11           | AVS - Rinascita Lagonegro         | 0-3 | 21-25, 23-25, 19-25               |

| Nona giornata |                                         |     |                                   |
|               |                                         |     |                                   |
| 05-11         | Marconi - AVS                           | 3-0 | 25-16, 25-13, 25-15               |
| 05-11         | Mondovì - Libertas Brianza              | 0-3 | 21-25, 21-25, 17-25               |
| 05-11         | Tuscania - New Real Gioia               | 3-0 | 25-15, 27-25, 25-19               |
| 04-11         | Impavida Ortona - Club Italia           | 3-2 | 25-15, 25-21, 16-25, 24-26, 15-9  |
| 05-11         | Rinascita Lagonegro - Atlantide Brescia | 2-3 | 25-20, 25-18, 20-25, 18-25, 10-15 |
| 05-11         | Pag Taviano - Olimpia Bergamo           | 0-3 | 22-25, 18-25, 22-25               |

| Decima giornata |                                        |     |                                   |
|                 |                                        |     |                                   |
| 11-11           | Marconi - Pag Taviano                  | 3-0 | 25-16, 25-17, 25-18               |
| 11-11           | Tuscania - Mondovì                     | 3-0 | 25-19, 25-15, 25-19               |
| 12-11           | Libertas Brianza - Rinascita Lagonegro | 1-3 | 24-26, 25-21, 18-25, 22-25        |
| 12-11           | New Real Gioia - Club Italia           | 3-0 | 25-20, 25-22, 25-14               |
| 08-11           | Atlantide Brescia - Olimpia Bergamo    | 2-3 | 24-26, 17-25, 25-21, 25-20, 10-15 |
| 12-11           | AVS - Impavida Ortona                  | 3-1 | 25-18, 30-28, 20-25, 38-36        |

| Undicesima giornata |                                      |     |                                   |
|                     |                                      |     |                                   |
| 19-11               | Olimpia Bergamo - Libertas Brianza   | 0-3 | 19-25, 28-30, 23-25               |
| 19-11               | Mondovì - Marconi                    | 2-3 | 21-25, 25-23, 25-23, 23-25, 12-15 |
| 19-11               | Impavida Ortona - Atlantide Brescia  | 3-2 | 28-30, 25-13, 20-25, 25-16, 15-13 |
| 19-11               | Rinascita Lagonegro - New Real Gioia | 0-3 | 18-25, 21-25, 22-25               |
| 19-11               | Club Italia - Tuscania               | 2-3 | 25-21, 22-25, 15-25, 25-23, 13-15 |
| 19-11               | Pag Taviano - AVS                    | 3-2 | 25-22, 20-25, 27-25, 26-28, 15-11 |

| Dodicesima giornata |                                       |     |                                   |
|                     |                                       |     |                                   |
| 26-11               | Impavida Ortona - Marconi             | 0-3 | 21-25, 17-25, 22-25               |
| 26-11               | Rinascita Lagonegro - Olimpia Bergamo | 2-3 | 25-15, 23-25, 25-20, 14-25, 4-15  |
| 26-11               | New Real Gioia - Libertas Brianza     | 1-3 | 25-14, 27-29, 20-25, 25-27        |
| 26-11               | Club Italia - Atlantide Brescia       | 2-3 | 18-25, 25-20, 25-19, 19-25, 11-15 |
| 25-11               | Mondovì - Pag Taviano                 | 3-1 | 25-18, 25-22, 20-25, 25-18        |
| 26-11               | Tuscania - AVS                        | 3-0 | 25-21, 26-24, 25-20               |

| Tredicesima giornata |                                    |     |                            |
|                      |                                    |     |                            |
| 03-12                | Atlantide Brescia - Mondovì        | 3-1 | 25-16, 20-25, 25-21, 29-27 |
| 03-12                | Pag Taviano - Tuscania             | 3-1 | 25-20, 23-25, 25-21, 25-23 |
| 03-12                | Libertas Brianza - Impavida Ortona | 3-1 | 17-25, 25-23, 25-20, 25-15 |
| 03-12                | Marconi - Rinascita Lagonegro      | 3-1 | 25-19, 21-25, 25-21, 30-28 |
| 03-12                | AVS - New Real Gioia               | 1-3 | 25-27, 25-19, 22-25, 25-27 |
| 03-12                | Olimpia Bergamo - Club Italia      | 3-0 | 25-20, 32-30, 25-16        |

| Quattordicesima giornata |                                |     |                                   |
|                          |                                |     |                                   |
| 10-12                    | New Real Gioia - Marconi       | 3-2 | 15-25, 23-25, 26-24, 25-13, 17-15 |
| 10-12                    | Tuscania - Olimpia Bergamo     | 3-2 | 27-25, 23-25, 23-25, 25-21, 15-10 |
| 10-12                    | Rinascita Lagonegro - Mondovì  | 0-3 | 21-25, 13-25, 22-25               |
| 10-12                    | Club Italia - Libertas Brianza | 3-0 | 25-17, 25-23, 25-23               |
| 10-12                    | Impavida Ortona - Pag Taviano  | 3-1 | 25-22, 22-25, 25-20, 25-17        |
| 09-12                    | Atlantide Brescia - AVS        | 3-0 | 25-21, 25-23, 25-17               |

| Quindicesima giornata |                                   |     |                                   |
|                       |                                   |     |                                   |
| 13-12                 | Libertas Brianza - Tuscania       | 3-1 | 25-9, 25-20, 23-25, 25-22         |
| 13-12                 | Mondovì - Impavida Ortona         | 2-3 | 18-25, 25-23, 25-23, 15-25, 12-15 |
| 13-12                 | Pag Taviano - Rinascita Lagonegro | 3-2 | 25-12, 25-18, 21-25, 23-25, 15-9  |
| 13-12                 | Olimpia Bergamo - New Real Gioia  | 3-1 | 25-17, 25-16, 26-28, 25-17        |
| 13-12                 | AVS - Club Italia                 | 1-3 | 18-25, 25-20, 10-25, 18-25        |
| 13-12                 | Marconi - Atlantide Brescia       | 1-3 | 25-18, 23-25, 19-25, 19-25        |

| Sedicesima giornata |                                       |     |                                   |
|                     |                                       |     |                                   |
| 17-12               | Tuscania - Marconi                    | 3-0 | 25-15, 25-20, 25-23               |
| 17-12               | New Real Gioia - Mondovì              | 3-0 | 25-21, 25-11, 26-24               |
| 17-12               | Impavida Ortona - Rinascita Lagonegro | 2-3 | 23-25, 25-27, 25-14, 25-19, 11-15 |
| 17-12               | Atlantide Brescia - Libertas Brianza  | 3-0 | 25-14, 25-16, 25-23               |
| 17-12               | Club Italia - Pag Taviano             | 0-3 | 18-25, 21-25, 22-25               |
| 16-12               | Olimpia Bergamo - AVS                 | 3-0 | 25-13, 25-16, 25-16               |

| Diciassettesima giornata |                                  |     |                                   |
|                          |                                  |     |                                   |
| 23-12                    | Mondovì - Olimpia Bergamo        | 0-3 | 17-25, 17-25, 19-25               |
| 26-12                    | Rinascita Lagonegro - Tuscania   | 0-3 | 23-25, 17-25, 21-25               |
| 23-12                    | New Real Gioia - Impavida Ortona | 3-0 | 25-15, 25-18, 25-14               |
| 26-12                    | AVS - Libertas Brianza           | 1-3 | 27-25, 24-26, 20-25, 23-25        |
| 26-12                    | Marconi - Club Italia            | 3-2 | 25-22, 21-25, 25-19, 18-25, 15-10 |
| 26-12                    | Pag Taviano - Atlantide Brescia  | 3-2 | 25-15, 25-27, 23-25, 26-24, 17-15 |

| Diciottesima giornata |                                    |     |                            |
|                       |                                    |     |                            |
| 30-12                 | Olimpia Bergamo - Marconi          | 3-1 | 22-25, 25-23, 25-22, 25-15 |
| 30-12                 | AVS - Mondovì                      | 3-1 | 15-25, 25-18, 25-17, 25-23 |
| 30-12                 | Tuscania - Impavida Ortona         | 3-1 | 25-22, 25-19, 22-25, 25-19 |
| 30-12                 | Club Italia - Rinascita Lagonegro  | 3-1 | 25-17, 25-20, 23-25, 25-21 |
| 30-12                 | Atlantide Brescia - New Real Gioia | 3-0 | 25-21, 25-23, 25-21        |
| 30-12                 | Libertas Brianza - Pag Taviano     | 3-1 | 25-19, 25-21, 23-25, 25-22 |

| Diciannovesima giornata |                                   |     |                                   |
|                         |                                   |     |                                   |
| 03-01                   | Impavida Ortona - Olimpia Bergamo | 1-3 | 18-25, 22-25, 25-22, 18-25        |
| 03-01                   | Marconi - Libertas Brianza        | 3-0 | 25-20, 25-19, 25-15               |
| 03-01                   | Pag Taviano - New Real Gioia      | 2-3 | 22-25, 25-23, 25-23, 19-25, 9-15  |
| 03-01                   | Mondovì - Club Italia             | 3-0 | 25-21, 27-25, 27-25               |
| 03-01                   | Tuscania - Atlantide Brescia      | 0-3 | 21-25, 22-25, 25-27               |
| 03-01                   | Rinascita Lagonegro - AVS         | 3-2 | 13-25, 25-21, 18-25, 25-22, 15-12 |

| Ventesima giornata |                                         |     |                                   |
|                    |                                         |     |                                   |
| 07-01              | AVS - Marconi                           | 3-0 | 25-23, 25-23, 25-22               |
| 07-01              | Libertas Brianza - Mondovì              | 2-3 | 17-25, 25-16, 22-25, 28-26, 11-15 |
| 07-01              | New Real Gioia - Tuscania               | 3-1 | 19-25, 25-17, 25-19, 25-18        |
| 07-01              | Club Italia - Impavida Ortona           | 3-0 | 25-22, 25-23, 25-16               |
| 07-01              | Atlantide Brescia - Rinascita Lagonegro | 3-1 | 25-23, 23-25, 25-17, 25-18        |
| 07-01              | Olimpia Bergamo - Pag Taviano           | 3-0 | 25-21, 25-17, 25-18               |

| Ventunesima giornata |                                        |     |                                  |
|                      |                                        |     |                                  |
| 13-01                | Pag Taviano - Marconi                  | 0-3 | 22-25, 18-25, 14-25              |
| 14-01                | Mondovì - Tuscania                     | 3-1 | 25-18, 25-23, 25-27, 25-23       |
| 14-01                | Rinascita Lagonegro - Libertas Brianza | 0-3 | 20-25, 22-25, 21-25              |
| 13-01                | Club Italia - New Real Gioia           | 3-0 | 25-18, 26-24, 25-20              |
| 14-01                | Olimpia Bergamo - Atlantide Brescia    | 3-0 | 25-21, 25-13, 25-16              |
| 14-01                | Impavida Ortona - AVS                  | 3-2 | 18-25, 25-21, 25-14, 22-25, 15-9 |

| Ventiduesima giornata |                                      |     |                                   |
|                       |                                      |     |                                   |
| 20-01                 | Libertas Brianza - Olimpia Bergamo   | 1-3 | 21-25, 23-25, 25-21, 17-25        |
| 20-01                 | Marconi - Mondovì                    | 3-2 | 21-25, 25-16, 25-27, 25-18, 15-10 |
| 20-01                 | Atlantide Brescia - Impavida Ortona  | 0-3 | 22-25, 23-25, 18-25               |
| 20-01                 | New Real Gioia - Rinascita Lagonegro | 0-3 | 20-25, 26-28, 23-25               |
| 20-01                 | Tuscania - Club Italia               | 0-3 | 24-26, 26-28, 25-27               |
| 20-01                 | AVS - Pag Taviano                    | 2-3 | 23-25, 25-18, 25-18, 25-27, 9-15  |

##### Classifica
| Pos. | Squadra             | Pt | G  | V  | P  | SV | SP | Ratio | PF    | PS    | Ratio |
| ---- | ------------------- | -- | -- | -- | -- | -- | -- | ----- | ----- | ----- | ----- |
| 1.   | Olimpia Bergamo     | 53 | 22 | 19 | 3  | 59 | 26 | 2,269 | 1 996 | 1 755 | 1,137 |
| 2.   | Tuscania            | 43 | 22 | 15 | 7  | 50 | 31 | 1,613 | 1 902 | 1 774 | 1,072 |
| 3.   | Atlantide Brescia   | 43 | 22 | 14 | 8  | 50 | 33 | 1,515 | 1 867 | 1 821 | 1,025 |
| 4.   | Marconi             | 42 | 22 | 15 | 7  | 51 | 30 | 1,700 | 1 853 | 1 696 | 1,093 |
| 5.   | New Real Gioia      | 38 | 22 | 13 | 9  | 46 | 39 | 1,179 | 1 922 | 1 844 | 1,042 |
| 6.   | Libertas Brianza    | 36 | 22 | 12 | 10 | 43 | 40 | 1,075 | 1 876 | 1 895 | 0,990 |
| 7.   | Impavida Ortona     | 28 | 22 | 10 | 12 | 41 | 50 | 0,820 | 1 978 | 2 020 | 0,979 |
| 8.   | Mondovì             | 26 | 22 | 9  | 13 | 38 | 50 | 0,760 | 1 911 | 1 990 | 0,960 |
| 9.   | Club Italia         | 25 | 22 | 7  | 15 | 33 | 49 | 0,673 | 1 742 | 1 849 | 0,942 |
| 10.  | Pag Taviano         | 23 | 22 | 8  | 14 | 36 | 52 | 0,692 | 1 885 | 1 971 | 0,956 |
| 11.  | Rinascita Lagonegro | 21 | 22 | 6  | 16 | 33 | 54 | 0,611 | 1 817 | 1 982 | 0,917 |
| 12.  | AVS                 | 18 | 22 | 4  | 18 | 30 | 56 | 0,536 | 1 832 | 1 984 | 0,923 |

      Qualificata alla pool A.
      Qualificata alla pool B.
      Qualificata alla pool C.

### Pool A

#### Risultati
| Prima giornata |                                      |     |                            |
|                |                                      |     |                            |
| 04-02          | Tuscania - Civita Castellana         | 1-3 | 22-25, 23-25, 32-30, 23-25 |
| 04-02          | Atlantide Brescia - Lupi Santa Croce | 3-0 | 25-20, 25-22, 25-23        |
| 04-02          | Marconi - Emma Villas                | 1-3 | 22-25, 25-21, 22-25, 22-25 |
| 04-02          | Olimpia Bergamo - M&G                | 3-0 | 25-23, 25-23, 25-19        |

| Seconda giornata |                                       |     |                                   |
|                  |                                       |     |                                   |
| 10-02            | Civita Castellana - Atlantide Brescia | 3-1 | 22-25, 25-19, 25-16, 25-16        |
| 11-02            | Lupi Santa Croce - Marconi            | 3-2 | 25-17, 25-23, 18-25, 15-25, 16-14 |
| 11-02            | Emma Villas - Olimpia Bergamo         | 2-3 | 30-28, 28-30, 23-25, 27-25, 15-17 |
| 10-02            | M&G - Tuscania                        | 1-3 | 22-25, 25-27, 25-21, 16-25        |

| Terza giornata |                                    |     |                                   |
|                |                                    |     |                                   |
| 18-02          | Marconi - Civita Castellana        | 2-3 | 25-16, 27-25, 21-25, 22-25, 13-15 |
| 17-02          | Olimpia Bergamo - Lupi Santa Croce | 1-3 | 21-25, 23-25, 25-18, 17-25        |
| 18-02          | Tuscania - Emma Villas             | 3-1 | 23-25, 25-22, 25-19, 25-19        |
| 19-02          | Atlantide Brescia - M&G            | 3-0 | 25-22, 25-22, 25-14               |

| Quarta giornata |                                     |     |                                   |
|                 |                                     |     |                                   |
| 25-02           | Civita Castellana - Olimpia Bergamo | 0-3 | 17-25, 22-25, 20-25               |
| 23-02           | Lupi Santa Croce - Tuscania         | 3-1 | 25-19, 25-21, 25-27, 27-25        |
| 25-02           | Emma Villas - Atlantide Brescia     | 3-0 | 25-19, 25-20, 25-13               |
| 24-02           | M&G - Marconi                       | 2-3 | 16-25, 15-25, 25-15, 25-22, 12-15 |

| Quinta giornata |                                      |     |                                   |
|                 |                                      |     |                                   |
| 03-03           | Civita Castellana - Tuscania         | 3-0 | 25-15, 25-22, 25-22               |
| 04-03           | Lupi Santa Croce - Atlantide Brescia | 0-3 | 18-25, 23-25, 18-25               |
| 04-03           | Emma Villas - Marconi                | 3-1 | 27-25, 25-19, 22-25, 25-20        |
| 04-03           | M&G - Olimpia Bergamo                | 2-3 | 20-25, 25-20, 25-23, 16-25, 11-15 |

| Sesta giornata |                                       |     |                            |
|                |                                       |     |                            |
| 11-03          | Atlantide Brescia - Civita Castellana | 1-3 | 23-25, 25-20, 29-31, 25-27 |
| 10-03          | Marconi - Lupi Santa Croce            | 1-3 | 21-25, 25-16, 19-25, 21-25 |
| 10-03          | Olimpia Bergamo - Emma Villas         | 0-3 | 22-25, 23-25, 26-28        |
| 11-03          | Tuscania - M&G                        | 3-0 | 25-22, 25-23, 26-24        |

| Settima giornata |                                    |     |                                   |
|                  |                                    |     |                                   |
| 17-03            | Civita Castellana - Marconi        | 2-3 | 23-25, 25-16, 25-21, 21-25, 11-15 |
| 17-03            | Lupi Santa Croce - Olimpia Bergamo | 3-1 | 25-19, 22-25, 25-19, 25-21        |
| 17-03            | Emma Villas - Tuscania             | 2-3 | 19-25, 19-25, 25-11, 25-21, 20-22 |
| 18-03            | M&G - Atlantide Brescia            | 1-3 | 27-29, 14-25, 27-25, 20-25        |

| Ottava giornata |                                     |     |                                   |
|                 |                                     |     |                                   |
| 25-03           | Olimpia Bergamo - Civita Castellana | 3-1 | 21-25, 25-18, 25-19, 25-17        |
| 25-03           | Tuscania - Lupi Santa Croce         | 3-1 | 22-25, 25-17, 25-17, 25-14        |
| 25-03           | Atlantide Brescia - Emma Villas     | 0-3 | 19-25, 16-25, 17-25               |
| 25-03           | Marconi - M&G                       | 3-2 | 25-23, 21-25, 25-21, 21-25, 15-13 |

#### Classifica
| Pos. | Squadra           | Pt | G  | V  | P  | SV | SP | Ratio | PF    | PS    | Ratio |
| ---- | ----------------- | -- | -- | -- | -- | -- | -- | ----- | ----- | ----- | ----- |
| 1.   | Civita Castellana | 28 | 14 | 10 | 4  | 35 | 24 | 1,458 | 1 334 | 1 279 | 1,043 |
| 2.   | Lupi Santa Croce  | 26 | 14 | 9  | 5  | 32 | 27 | 1,185 | 1 294 | 1 301 | 0,995 |
| 3.   | Olimpia Bergamo   | 25 | 14 | 9  | 5  | 31 | 24 | 1,292 | 1 260 | 1 204 | 1,047 |
| 4.   | Tuscania          | 25 | 14 | 9  | 5  | 30 | 24 | 1,250 | 1 265 | 1 202 | 1,052 |
| 5.   | Emma Villas       | 24 | 14 | 7  | 7  | 32 | 25 | 1,280 | 1 319 | 1 271 | 1,038 |
| 6.   | Atlantide Brescia | 19 | 14 | 6  | 8  | 23 | 26 | 0,885 | 1 064 | 1 127 | 0,944 |
| 7.   | Marconi           | 14 | 14 | 5  | 9  | 25 | 33 | 0,758 | 1 251 | 1 275 | 0,981 |
| 8.   | M&G               | 7  | 14 | 1  | 13 | 15 | 40 | 0,375 | 1 156 | 1 284 | 0,900 |

      Qualificata ai play-off promozione.
      Qualificata agli spareggi play-off promozione.

### Pool B

#### Risultati
| Prima giornata |                             |     |                            |
|                |                             |     |                            |
| 04-02          | Libertas Brianza - Alessano | 1-3 | 18-25, 25-20, 25-27, 24-26 |
| 04-02          | Impavida Ortona - Aversa    | 3-0 | 29-27, 25-21, 25-18        |
| 04-02          | Mondovì - Potentino         | 3-1 | 25-18, 25-27, 25-23, 25-23 |
| 03-02          | New Real Gioia - Tricolore  | 3-0 | 25-21, 28-26, 30-28        |

| Seconda giornata |                              |     |                                  |
|                  |                              |     |                                  |
| 02-10            | Alessano - Impavida Ortona   | 3-0 | 25-22, 25-18, 25-22              |
| 02-07            | Aversa - Mondovì             | 3-2 | 25-21, 25-23, 23-25, 20-25, 15-9 |
| 11-02            | Potentino - New Real Gioia   | 3-1 | 25-21, 25-16, 18-25, 28-26       |
| 11-02            | Tricolore - Libertas Brianza | 3-0 | 30-28, 25-19, 30-28              |

| Terza giornata |                              |     |                                   |
|                |                              |     |                                   |
| 17-02          | Mondovì - Alessano           | 2-3 | 25-23, 25-27, 25-20, 17-25, 13-15 |
| 18-02          | New Real Gioia - Aversa      | 3-2 | 25-17, 24-26, 23-25, 25-15, 19-17 |
| 18-02          | Libertas Brianza - Potentino | 3-0 | 25-22, 25-17, 25-23               |
| 18-02          | Impavida Ortona - Tricolore  | 3-2 | 25-18, 25-12, 21-25, 22-25, 15-11 |

| Quarta giornata |                             |     |                            |
|                 |                             |     |                            |
| 24-02           | Alessano - New Real Gioia   | 3-1 | 25-22, 31-29, 24-26, 25-22 |
| 24-02           | Aversa - Libertas Brianza   | 1-3 | 25-18, 21-25, 20-25, 23-25 |
| 25-02           | Potentino - Impavida Ortona | 3-1 | 25-21, 18-25, 26-24, 25-19 |
| 25-02           | Tricolore - Mondovì         | 1-3 | 32-34, 25-22, 23-25, 19-25 |

| Quinta giornata |                             |     |                                   |
|                 |                             |     |                                   |
| 04-03           | Alessano - Libertas Brianza | 3-0 | 27-25, 25-22, 25-21               |
| 14-03           | Aversa - Impavida Ortona    | 2-3 | 25-27, 18-25, 25-20, 25-14, 10-15 |
| 03-03           | Potentino - Mondovì         | 1-3 | 25-27, 21-25, 26-24, 13-25        |
| 04-03           | Tricolore - New Real Gioia  | 2-3 | 21-25, 25-16, 25-22, 14-25, 10-15 |

| Sesta giornata |                              |     |                                   |
|                |                              |     |                                   |
| 03-10          | Impavida Ortona - Alessano   | 3-0 | 25-19, 25-16, 25-19               |
| 03-10          | Mondovì - Aversa             | 2-3 | 22-25, 21-25, 25-20, 25-14, 14-16 |
| 11-03          | New Real Gioia - Potentino   | 3-0 | 25-19, 26-24, 26-24               |
| 11-03          | Libertas Brianza - Tricolore | 3-1 | 18-25, 25-16, 25-23, 25-22        |

| Settima giornata |                              |     |                                   |
|                  |                              |     |                                   |
| 18-03            | Alessano - Mondovì           | 1-3 | 23-25, 28-30, 25-19, 15-25        |
| 17-03            | Aversa - New Real Gioia      | 2-3 | 25-18, 25-22, 19-25, 20-25, 17-19 |
| 18-03            | Potentino - Libertas Brianza | 3-0 | 25-23, 25-20, 25-18               |
| 18-03            | Tricolore - Impavida Ortona  | 3-0 | 25-19, 29-27, 25-20               |

| Ottava giornata |                             |     |                                   |
|                 |                             |     |                                   |
| 25-03           | New Real Gioia - Alessano   | 3-1 | 22-25, 25-13, 25-18, 25-16        |
| 25-03           | Libertas Brianza - Aversa   | 0-3 | 23-25, 18-25, 19-25               |
| 25-03           | Impavida Ortona - Potentino | 1-3 | 25-22, 14-25, 25-27, 21-25        |
| 25-03           | Mondovì - Tricolore         | 3-2 | 19-25, 25-14, 25-18, 25-27, 15-11 |

#### Classifica
| Pos. | Squadra          | Pt | G  | V  | P  | SV | SP | Ratio | PF    | PS    | Ratio |
| ---- | ---------------- | -- | -- | -- | -- | -- | -- | ----- | ----- | ----- | ----- |
| 1.   | New Real Gioia   | 29 | 14 | 11 | 3  | 36 | 20 | 1,800 | 1 318 | 1 183 | 1,114 |
| 2.   | Alessano         | 25 | 14 | 8  | 6  | 31 | 23 | 1,348 | 1 220 | 1 208 | 1,010 |
| 3.   | Aversa           | 23 | 14 | 8  | 6  | 31 | 28 | 1,107 | 1 287 | 1 281 | 1,005 |
| 4.   | Mondovì          | 20 | 14 | 6  | 8  | 28 | 32 | 0,875 | 1 318 | 1 327 | 0,993 |
| 5.   | Impavida Ortona  | 19 | 14 | 7  | 7  | 26 | 29 | 0,897 | 1 197 | 1 207 | 0,992 |
| 6.   | Libertas Brianza | 19 | 14 | 6  | 8  | 23 | 28 | 0,821 | 1 157 | 1 192 | 0,971 |
| 7.   | Potentino        | 18 | 14 | 6  | 8  | 23 | 27 | 0,852 | 1 138 | 1 166 | 0,976 |
| 8.   | Tricolore        | 15 | 14 | 4  | 10 | 22 | 33 | 0,667 | 1 194 | 1 265 | 0,944 |

      Qualificata agli spareggi play-off promozione.
      Qualificata agli spareggi play-out.

### Pool C

#### Risultati
| Prima giornata |                            |             |                                   |
|                |                            |             |                                   |
| Riposa:        | Club Italia                | Club Italia | Club Italia                       |
| 03-02          | Pag Taviano-Volley Catania | 3-2         | 25-18, 22-25, 25-23, 19-25, 15-13 |
| 03-02          | Lagonegro-Materdomini      | 3-1         | 25-17, 25-18, 12-25, 25-19        |
| 04-02          | AVS-Massa                  | 3-0         | 25-23, 25-23, 25-23               |

| Seconda giornata |                          |             |                            |
|                  |                          |             |                            |
| Riposa:          | Pag Taviano              | Pag Taviano | Pag Taviano                |
| 11-02            | Volley Catania-Lagonegro | 3-1         | 22-25, 25-23, 25-22, 25-21 |
| 11-02            | Materdomini-AVS          | 3-0         | 25-18, 25-21, 25-23        |
| 11-02            | Massa-Club Italia        | 0-3         | 19-25, 25-27, 17-25        |

| Terza giornata |                         |           |                            |
|                |                         |           |                            |
| Riposa:        | Lagonegro               | Lagonegro | Lagonegro                  |
| 17-02          | AVS-Volley Catania      | 1-3       | 25-22, 20-25, 21-25, 23-25 |
| 17-02          | Club Italia-Materdomini | 1-3       | 22-25, 29-31, 25-20, 16-25 |
| 18-02          | Pag Taviano-Massa       | 1-3       | 25-20, 21-25, 17-25, 16-25 |

| Quarta giornata |                            |     |                                   |
|                 |                            |     |                                   |
| Riposa:         | AVS                        | AVS | AVS                               |
| 25-02           | Volley Catania-Club Italia | 2-3 | 21-25, 25-21, 25-23, 22-25, 11-15 |
| 25-02           | Materdomini-Pag Taviano    | 3-0 | 25-22, 25-22, 25-16               |
| 24-02           | Massa-Lagonegro            | 3-2 | 22-25, 25-16, 25-20, 23-25, 15-11 |

| Quinta giornata |                            |             |                                   |
|                 |                            |             |                                   |
| Riposa:         | Club Italia                | Club Italia | Club Italia                       |
| 02-03           | Volley Catania-Pag Taviano | 3-1         | 25-15, 25-19, 23-25, 25-20        |
| 04-03           | Materdomini-Lagonegro      | 3-2         | 18-25, 30-32, 25-18, 25-23, 15-11 |
| 04-03           | Massa-AVS                  | 3-1         | 25-15, 25-22, 24-26, 25-22        |

| Sesta giornata |                          |             |                                   |
|                |                          |             |                                   |
| Riposa:        | Pag Taviano              | Pag Taviano | Pag Taviano                       |
| 10-03          | Lagonegro-Volley Catania | 2-3         | 20-25, 30-28, 32-30, 24-26, 13-15 |
| 11-03          | AVS-Materdomini          | 3-2         | 25-14, 22-25, 28-30, 25-17, 15-10 |
| 11-03          | Club Italia-Massa        | 3-0         | 25-21, 25-15, 25-16               |

| Settima giornata |                         |           |                                   |
|                  |                         |           |                                   |
| Riposa:          | Lagonegro               | Lagonegro | Lagonegro                         |
| 18-03            | Volley Catania-AVS      | 2-3       | 20-25, 25-16, 18-25, 25-23, 11-15 |
| 18-03            | Materdomini-Club Italia | 3-2       | 26-24, 25-18, 19-25, 21-25, 17-15 |
| 18-03            | Massa-Pag Taviano       | 2-3       | 22-25, 25-19, 20-25, 25-17, 11-15 |

| Ottava giornata |                            |     |                                   |
|                 |                            |     |                                   |
| Riposa:         | AVS                        | AVS | AVS                               |
| 25-03           | Club Italia-Volley Catania | 3-0 | 25-18, 25-22, 25-19               |
| 25-03           | Pag Taviano-Materdomini    | 3-2 | 16-25, 23-25, 25-19, 30-28, 16-14 |
| 25-03           | Lagonegro-Massa            | 3-1 | 23-25, 25-18, 25-19, 25-23        |

#### Classifica
| Pos. | Squadra             | Pt | G  | V | P | SV | SP | Ratio | PF    | PS    | Ratio |
| ---- | ------------------- | -- | -- | - | - | -- | -- | ----- | ----- | ----- | ----- |
| 1.   | Materdomini         | 24 | 12 | 8 | 4 | 31 | 20 | 1.550 | 1 152 | 1 101 | 1.046 |
| 2.   | Pag Taviano         | 21 | 12 | 9 | 3 | 29 | 22 | 1.318 | 1 103 | 1 093 | 1.009 |
| 3.   | Club Italia         | 20 | 12 | 7 | 5 | 25 | 21 | 1.190 | 1 032 | 984   | 1.049 |
| 4.   | Volley Catania      | 20 | 12 | 6 | 6 | 26 | 26 | 1.000 | 1 148 | 1 150 | 0.998 |
| 5.   | Rinascita Lagonegro | 18 | 12 | 5 | 7 | 26 | 26 | 1.000 | 1 127 | 1 163 | 0.969 |
| 6.   | Massa               | 12 | 12 | 4 | 8 | 19 | 30 | 0.633 | 1 058 | 1 094 | 0.967 |
| 7.   | AVS                 | 11 | 12 | 3 | 9 | 20 | 31 | 0.645 | 1 083 | 1 118 | 0.969 |

      Qualificata agli spareggi play-out.
      Qualificata ai play-out.
      Retrocessa in Serie B.

### Play-off promozione

#### Tabellone
|  | Ottavi di finale | Ottavi di finale | Ottavi di finale | Ottavi di finale |  |  | Quarti di finale | Quarti di finale  | Quarti di finale | Quarti di finale | Quarti di finale |  |    | Semifinali      | Semifinali  | Semifinali | Semifinali | Semifinali | Semifinali | Semifinali |  |   | Finale      | Finale  | Finale | Finale | Finale | Finale | Finale |
|  |                  |                  |                  |                  |  |  |                  |                   |                  |                  |                  |  |    |                 |             |            |            |            |            |            |  |   |             |         |        |        |        |        |        |
|  |                  |                  |                  |                  |  |  | 1                | Civita Castellana | 3                | 2                | 1                |  |    |                 |             |            |            |            |            |            |  |   |             |         |        |        |        |        |        |
|  |                  |                  |                  |                  |  |  | 1                | Civita Castellana | 3                | 2                | 1                |  |    |                 |             |            |            |            |            |            |  |   |             |         |        |        |        |        |        |
|  | 8                | M&G              | 0                | 3                |  |  | 1B               | New Real Gioia    | 1                | 3                | 3                |  |    |                 |             |            |            |            |            |            |  |   |             |         |        |        |        |        |        |
|  | 8                | M&G              | 0                | 3                |  |  | 1B               | New Real Gioia    | 1                | 3                | 3                |  |    |                 |             |            |            |            |            |            |  |   |             |         |        |        |        |        |        |
|  | 1B               | New Real Gioia   | 3                | 2                |  |  |                  |                   |                  |                  |                  |  | 1B | New Real Gioia  | 0           | 1          | 0          |            |            |            |  |   |             |         |        |        |        |        |        |
|  | 1B               | New Real Gioia   | 3                | 2                |  |  |                  |                   |                  |                  |                  |  | 1B | New Real Gioia  | 0           | 1          | 0          |            |            |            |  |   |             |         |        |        |        |        |        |
|  |                  |                  |                  |                  |  |  |                  |                   |                  |                  |                  |  |    | 5               | Emma Villas | 3          | 3          | 3          |            |            |  |   |             |         |        |        |        |        |        |
|  |                  |                  |                  |                  |  |  |                  |                   |                  |                  |                  |  |    | 5               | Emma Villas | 3          | 3          | 3          |            |            |  |   |             |         |        |        |        |        |        |
|  |                  |                  |                  |                  |  |  | 4                | Tuscania          | 0                | 0                |                  |  |    |                 |             |            |            |            |            |            |  |   |             |         |        |        |        |        |        |
|  |                  |                  |                  |                  |  |  | 4                | Tuscania          | 0                | 0                |                  |  |    |                 |             |            |            |            |            |            |  |   |             |         |        |        |        |        |        |
|  |                  |                  |                  |                  |  |  | 5                | Emma Villas       | 3                | 3                |                  |  |    |                 |             |            |            |            |            |            |  |   |             |         |        |        |        |        |        |
|  |                  |                  |                  |                  |  |  | 5                | Emma Villas       | 3                | 3                |                  |  |    |                 |             |            |            |            |            |            |  |   |             |         |        |        |        |        |        |
|  |                  |                  |                  |                  |  |  |                  |                   |                  |                  |                  |  |    |                 |             |            |            |            |            |            |  | 5 | Emma Villas | 3       | 3      | 3      |        |        |        |
|  |                  |                  |                  |                  |  |  |                  |                   |                  |                  |                  |  |    |                 |             |            |            |            |            |            |  | 5 | Emma Villas | 3       | 3      | 3      |        |        |        |
|  |                  |                  |                  |                  |  |  |                  |                   |                  |                  |                  |  |    |                 |             |            |            |            |            |            |  |   | 7           | Marconi | 2      | 2      | 1      |        |        |
|  |                  |                  |                  |                  |  |  |                  |                   |                  |                  |                  |  |    |                 |             |            |            |            |            |            |  |   | 7           | Marconi | 2      | 2      | 1      |        |        |
|  |                  |                  |                  |                  |  |  | 3                | Olimpia Bergamo   | 3                | 3                |                  |  |    |                 |             |            |            |            |            |            |  |   |             |         |        |        |        |        |        |
|  |                  |                  |                  |                  |  |  | 3                | Olimpia Bergamo   | 3                | 3                |                  |  |    |                 |             |            |            |            |            |            |  |   |             |         |        |        |        |        |        |
|  |                  |                  |                  |                  |  |  | 6                | Atlantide Brescia | 0                | 2                |                  |  |    |                 |             |            |            |            |            |            |  |   |             |         |        |        |        |        |        |
|  |                  |                  |                  |                  |  |  | 6                | Atlantide Brescia | 0                | 2                |                  |  |    |                 |             |            |            |            |            |            |  |   |             |         |        |        |        |        |        |
|  |                  |                  |                  |                  |  |  |                  |                   |                  |                  |                  |  | 3  | Olimpia Bergamo | 0           | 0          | 2          |            |            |            |  |   |             |         |        |        |        |        |        |
|  |                  |                  |                  |                  |  |  |                  |                   |                  |                  |                  |  | 3  | Olimpia Bergamo | 0           | 0          | 2          |            |            |            |  |   |             |         |        |        |        |        |        |
|  |                  |                  |                  |                  |  |  |                  |                   |                  |                  |                  |  |    | 7               | Marconi     | 3          | 3          | 3          |            |            |  |   |             |         |        |        |        |        |        |
|  |                  |                  |                  |                  |  |  |                  |                   |                  |                  |                  |  |    | 7               | Marconi     | 3          | 3          | 3          |            |            |  |   |             |         |        |        |        |        |        |
|  |                  |                  |                  |                  |  |  | 2                | Lupi Santa Croce  | 1                | 3                | 2                |  |    |                 |             |            |            |            |            |            |  |   |             |         |        |        |        |        |        |
|  |                  |                  |                  |                  |  |  | 2                | Lupi Santa Croce  | 1                | 3                | 2                |  |    |                 |             |            |            |            |            |            |  |   |             |         |        |        |        |        |        |
|  | 7                | Marconi          | 3                | 3                |  |  | 7                | Marconi           | 3                | 2                | 3                |  |    |                 |             |            |            |            |            |            |  |   |             |         |        |        |        |        |        |
|  | 7                | Marconi          | 3                | 3                |  |  | 7                | Marconi           | 3                | 2                | 3                |  |    |                 |             |            |            |            |            |            |  |   |             |         |        |        |        |        |        |
|  | 2B               | Alessano         | 1                | 0                |  |  |                  |                   |                  |                  |                  |  |    |                 |             |            |            |            |            |            |  |   |             |         |        |        |        |        |        |
|  | 2B               | Alessano         | 1                | 0                |  |  |                  |                   |                  |                  |                  |  |    |                 |             |            |            |            |            |            |  |   |             |         |        |        |        |        |        |

#### Risultati

##### Ottavi di finale
| Gara 1 |                      |     |                            |
|        |                      |     |                            |
| 28-03  | Alessano - Marconi   | 1-3 | 20-25, 18-25, 25-17, 18-25 |
| 28-03  | New Real Gioia - M&G | 3-0 | 25-20, 25-22, 25-20        |

| Gara 2 |                      |     |                                  |
|        |                      |     |                                  |
| 01-04  | Marconi - Alessano   | 3-0 | 25-15, 25-21, 25-21              |
| 31-03  | M&G - New Real Gioia | 3-2 | 25-23, 22-25, 16-25, 25-17, 15-8 |

##### Quarti di finale
| Gara 1 |                                     |     |                            |
|        |                                     |     |                            |
| 04-04  | Civita Castellana - New Real Gioia  | 3-1 | 19-25, 27-25, 25-23, 25-22 |
| 04-04  | Lupi Santa Croce - Marconi          | 1-3 | 25-23, 22-25, 23-25, 16-25 |
| 04-04  | Olimpia Bergamo - Atlantide Brescia | 3-0 | 25-15, 25-10, 25-22        |
| 04-04  | Tuscania - Emma Villas              | 0-3 | 18-25, 16-25, 19-25        |

| Gara 2 |                                     |     |                                   |
|        |                                     |     |                                   |
| 08-04  | New Real Gioia - Civita Castellana  | 3-2 | 14-25, 25-20, 20-25, 25-23, 19-17 |
| 08-04  | Marconi - Lupi Santa Croce          | 2-3 | 25-15, 23-25, 21-25, 25-20, 12-15 |
| 08-04  | Atlantide Brescia - Olimpia Bergamo | 2-3 | 25-22, 20-25, 25-23, 12-25, 13-15 |
| 07-04  | Emma Villas - Tuscania              | 3-0 | 25-20, 25-20, 25-18               |

| Gara 3 |                                    |     |                                  |
|        |                                    |     |                                  |
| 11-04  | Civita Castellana - New Real Gioia | 1-3 | 18-25, 25-27, 25-18, 25-27       |
| 11-04  | Lupi Santa Croce - Marconi         | 2-3 | 23-25, 18-25, 25-21, 25-19, 9-15 |

##### Semifinali
| Gara 1 |                              |     |                     |
|        |                              |     |                     |
| 15-04  | Emma Villas - New Real Gioia | 3-0 | 25-20, 25-23, 25-22 |
| 15-04  | Olimpia Bergamo - Marconi    | 0-3 | 23-25, 22-25, 23-25 |

| Gara 2 |                              |     |                            |
|        |                              |     |                            |
| 18-04  | New Real Gioia - Emma Villas | 1-3 | 20-25, 22-25, 25-17, 17-25 |
| 18-04  | Marconi - Olimpia Bergamo    | 3-0 | 25-21, 29-27, 25-21        |

| \| Gara 3 \| \| \| \| \| \| \| \| \| \| 21-04 \| Emma Villas - New Real Gioia \| 3-0 \| 25-18, 25-20, 25-23 \| \| 21-04 \| Olimpia Bergamo - Marconi \| 2-3 \| 22-25, 24-26, 26-24, 25-23, 11-15 \| |                              |     |                                   |
| Gara 3 |                              |     |                                   |
| |                              |     |                                   |
| 21-04 | Emma Villas - New Real Gioia | 3-0 | 25-18, 25-20, 25-23               |
| 21-04 | Olimpia Bergamo - Marconi    | 2-3 | 22-25, 24-26, 26-24, 25-23, 11-15 |

##### Finale
| Gara 1 |                       |     |                                   |
|        |                       |     |                                   |
| 01-05  | Emma Villas - Marconi | 3-2 | 25-22, 18-25, 18-25, 25-20, 15-10 |

| Gara 2 |                       |     |                                   |
|        |                       |     |                                   |
| 05-05  | Marconi - Emma Villas | 2-3 | 23-25, 19-25, 25-16, 25-22, 15-17 |

| \| Gara 3 \| \| \| \| \| \| \| \| \| \| 08-05 \| Emma Villas - Marconi \| 3-1 \| 25-19, 12-25, 27-25, 25-20 \| |                       |     |                            |
| Gara 3 |                       |     |                            |
| |                       |     |                            |
| 08-05 | Emma Villas - Marconi | 3-1 | 25-19, 12-25, 27-25, 25-20 |

### Play-out

#### Risultati

##### Spareggi play-out
| Gara 1 |                         |     |                                   |
|        |                         |     |                                   |
| 28-03  | Pag Taviano - Potentino | 3-2 | 25-18, 25-18, 18-25, 25-27, 15-10 |
| 28-03  | Materdomini - Tricolore | 3-1 | 25-19, 25-20, 23-25, 25-19        |

| Gara 2 |                         |     |                                                     |
|        |                         |     |                                                     |
| 01-04  | Potentino - Pag Taviano | 3-2 | 25-17, 22-25, 21-25, 25-20, 15-10 Golden set: 16-14 |
| 01-04  | Tricolore - Materdomini | 1-3 | 28-30, 17-25, 25-22, 17-25                          |

##### Finale
| Gara 1 |                                   |     |                                   |
|        |                                   |     |                                   |
| 09-04  | Tricolore - Massa                 | 3-0 | 25-21, 25-19, 25-19               |
| 08-04  | Pag Taviano - Rinascita Lagonegro | 2-3 | 25-27, 25-17, 25-21, 17-25, 15-17 |
| 07-04  | Club Italia - Volley Catania      | 3-1 | 25-18, 29-31, 25-20, 25-20        |

| Gara 2 |                                   |     |                                   |
|        |                                   |     |                                   |
| 15-04  | Massa - Tricolore                 | 3-0 | 25-23, 33-31, 25-22               |
| 15-04  | Rinascita Lagonegro - Pag Taviano | 3-2 | 25-22, 22-25, 25-19, 23-25, 15-10 |
| 15-04  | Volley Catania - Club Italia      | 0-3 | 23-25, 22-25, 19-25               |

| Gara 3 |                                   |     |                                   |
|        |                                   |     |                                   |
| 22-04  | Tricolore - Massa                 | 3-1 | 25-15, 25-21, 25-27, 26-24        |
| 22-04  | Pag Taviano - Rinascita Lagonegro | 2-3 | 25-21, 20-25, 25-16, 29-31, 13-15 |
| 18-04  | Club Italia - Volley Catania      | 1-3 | 25-27, 25-18, 23-25, 26-28        |

| Gara 4 |                              |     |                     |
|        |                              |     |                     |
| 29-04  | Massa - Tricolore            | 0-3 | 20-25, 19-25, 22-25 |
| 03-05  | Volley Catania - Club Italia | 0-3 | 23-25, 21-25, 20-25 |

## Statistiche
| Rendimento individuale | Rendimento individuale | Rendimento individuale | Rendimento individuale |
| Pos.                   | Nome                   | Punti                  | Squadra                |
| ---------------------- | ---------------------- | ---------------------- | ---------------------- |
| 1                      | Matteo Paoletti        | 601                    | Mondovì                |
| 2                      | Wagner da Silva        | 599                    | Lupi Santa Croce       |
| 3                      | Williams Padura        | 594                    | Civita Castellana      |
| 4                      | Luca Bigarelli         | 547                    | Pag Taviano            |
| 5                      | Caio Alexandre         | 544                    | Libertas Brianza       |
| 6                      | Eric Mochalski         | 534                    | Tuscania               |
| 6                      | Sjoerd Hoogendoorn     | 534                    | Olimpia Bergamo        |
| 8                      | Leano Cetrullo         | 530                    | New Real Gioia         |
| 9                      | Miloš Ćulafić          | 526                    | Alessano               |
| 10                     | Giacomo Bellei         | 512                    | Atlantide Brescia      |

| Attacchi vincenti | Attacchi vincenti  | Attacchi vincenti | Attacchi vincenti |
| Pos.              | Nome               | Punti             | Squadra           |
| ----------------- | ------------------ | ----------------- | ----------------- |
| 1                 | Matteo Paoletti    | 529               | Mondovì           |
| 2                 | Wagner da Silva    | 513               | Lupi Santa Croce  |
| 3                 | Williams Padura    | 485               | Civita Castellana |
| 4                 | Leano Cetrullo     | 481               | New Real Gioia    |
| 5                 | Caio Alexandre     | 473               | Libertas Brianza  |
| 6                 | Luca Bigarelli     | 455               | Pag Taviano       |
| 7                 | Hidde Boswinkel    | 453               | Emma Villas       |
| 8                 | Sjoerd Hoogendoorn | 450               | Olimpia Bergamo   |
| 9                 | Eric Mochalski     | 439               | Tuscania          |
| 10                | Giacomo Bellei     | 423               | Atlantide Brescia |

| Muri vincenti | Muri vincenti    | Muri vincenti | Muri vincenti     |
| Pos.          | Nome             | Punti         | Squadra           |
| ------------- | ---------------- | ------------- | ----------------- |
| 1             | Alessandro Paoli | 104           | AVS               |
| 2             | Alex Erati       | 94            | New Real Gioia    |
| 3             | Matthew Pollock  | 92            | Civita Castellana |
| 4             | Lorenzo Cortesia | 87            | Club Italia       |
| 5             | Lorenzo Codarin  | 85            | Atlantide Brescia |
| 6             | Antonio Cargioli | 82            | Olimpia Bergamo   |
| 7             | Alejandro Vigil  | 80            | Aversa            |
| 8             | Michele Parusso  | 78            | Mondovì           |
| 9             | Mario Giacobelli | 75            | Aversa            |
| 10            | Matteo Zamagni   | 72            | Marconi           |

| Battute vincenti | Battute vincenti    | Battute vincenti | Battute vincenti  |
| Pos.             | Nome                | Punti            | Squadra           |
| ---------------- | ------------------- | ---------------- | ----------------- |
| 1                | Eric Mochalski      | 52               | Tuscania          |
| 2                | Luca Bigarelli      | 50               | Pag Taviano       |
| 3                | Miloš Ćulafić       | 49               | Alessano          |
| 3                | Williams Padura     | 49               | Civita Castellana |
| 5                | Michele Fedrizzi    | 45               | Emma Villas       |
| 5                | Giacomo Bellei      | 45               | Atlantide Brescia |
| 7                | Riccardo Vecchi     | 44               | M&G               |
| 8                | Wagner da Silva     | 41               | Lupi Santa Croce  |
| 8                | Bartłomiej Lipiński | 41               | Alessano          |
| 10               | Caio Alexandre      | 40               | Libertas Brianza  |
| 10               | Dušan Bonačić       | 40               | Volley Catania    |

NB: I dati sono riferiti alla sola regular season.